# Lockheed C-5 Galaxy
Lockheed C-5 Galaxy je americký čtyřmotorový těžký transportní letoun, který původně navrhl a vyráběl Lockheed a nyní jej udržuje a modernizuje nástupce Lockheed Martin. Byl navržen pro americké letectvo k přepravě těžkých a nadměrných nákladů na velké (mezikontinentální) vzdálenosti. Sdílí určitou podobnost s menší letounem C-141 Starlifter a novějším C-17 Globemaster III a je jedním z největších vojenských letadel na světě.
Vývoj letounu C-5 Galaxy byl komplikovaný, včetně velkého překročení nákladů a Lockheedu způsobil značné finanční potíže. Krátce po nástupu do služby byly u mnoha letadel trhliny v křídlech a flotilu C-5 postihla omezení, dokud nebyly opravy dokončeny. Varianta C-5M Super Galaxy je modernizovaná verze s novými motory a modernizovanou avionikou navrženou tak, aby prodloužila životnost letounu i po roce 2040.
Americké letectvo provozuje C-5 od roku 1969. V té době letoun podporoval americké vojenské operace ve všech hlavních konfliktech včetně Vietnamu, Iráku, Jugoslávie a Afghánistánu, jakož i podporu spojenců, jako např. Izrael během Jomkipurské války a během operací za války v Zálivu. C-5 Galaxy byl také použit k přepravě humanitární pomoci, při katastrofách a podporoval americký vesmírný program.

## Vývoj

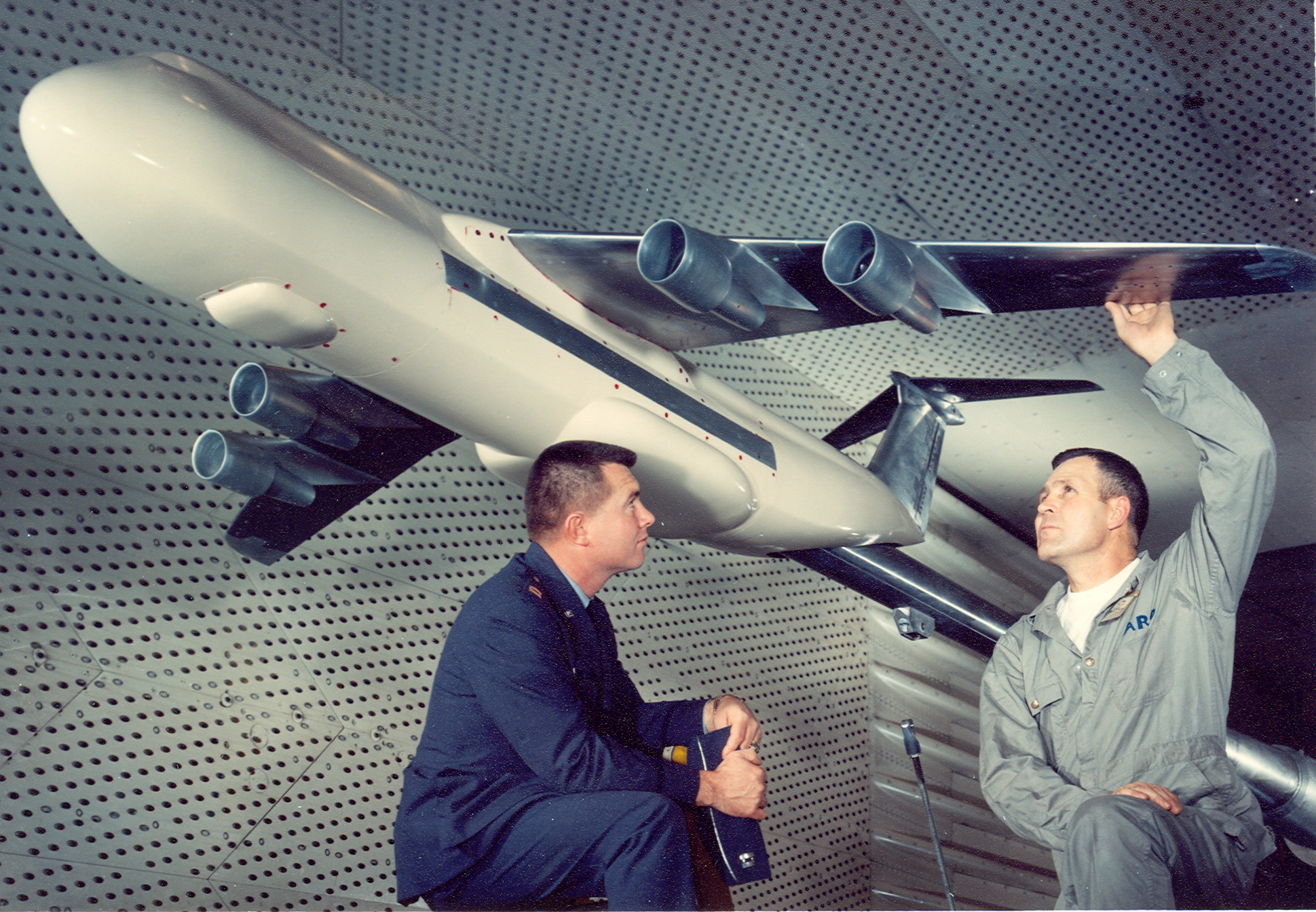
Model letounu C-5 v aerodynamickém tunelu

V roce 1961 oslovila americká armáda několik leteckých společností s požadavkem na vývoj obřího transportního letadla, které by nahradilo dosluhující Douglas C-133 Cargomaster a doplnilo by ve stejném období zaváděný letoun Lockheed C-141 Starlifter, jehož interiér nebyl pro některá transportovaná zařízení dostatečně prostorný. Své návrhy poslaly společnosti Boeing, Douglas, General Dynamics, Lockheed a Martin Marietta, z nichž do dalších kol výběrového řízení postoupily Boeing, Douglas a Lockheed. Z přihlášených výrobců motorů General Electric, Curtiss-Wright Corporation a Pratt & Whitney pak postoupily společnosti General Electric a Pratt & Whitney. Po zpracování připomínek a vyhotovení nových návrhů byl nakonec vybrán Lockheed a jako dodavatel motorů General Electric.
První prototyp C-5A (číslo 66-8303) byl dokončen 2. března 1968. Poprvé vzlétl 30. června 1968 v Mariettě v Georgii. Posádku tvořil zkušební šéfpilot společnosti Leo J. Sullivan, zkušební pilot Walter E. Hensleigh a letečtí inženýři Jerome H. Edwards a E. Mittendorf. Na palubě byl rovněž zkušební pilot amerického letectva Joseph S. Schiele.
Sériová výroba byla zahájena v prosinci 1969. První hotový kus převzala v červnu 1970 437. zásobovací peruť (437th Airlift Wing) při Charlestonské letecké základně v Jižní Karolíně. Do roku 1973 bylo dokončeno všech 81 letounů verze C-5A.
Zavádění letounu provázely obtíže. Během statických a únavových zkoušek prováděných po dodání prvních kusů C-5A byly objeveny praskliny v křídlech. Pro všechny C-5A proto bylo omezeno maximální konstrukční zatížení na 80 %. V letech 1980–1987 všechny C-5A dostaly nově vyvinutá křídla, u kterých bylo oproti původní konstrukci využito nových hliníkových slitin.
V lednu 1986 byla dodána první verze C-5B Galaxy, která má již zesílená křídla a modernizovanou avioniku a motory. Vyrobeno bylo 50 kusů. Dva letouny C-5A byly modifikovány na verzi C-5C Galaxy pro přepravu nadměrného nákladu.
Část vyrobených letounu prošla hloubkovou modernizací na verzi C-5M Super Galaxy.

## Varianty
C-5A

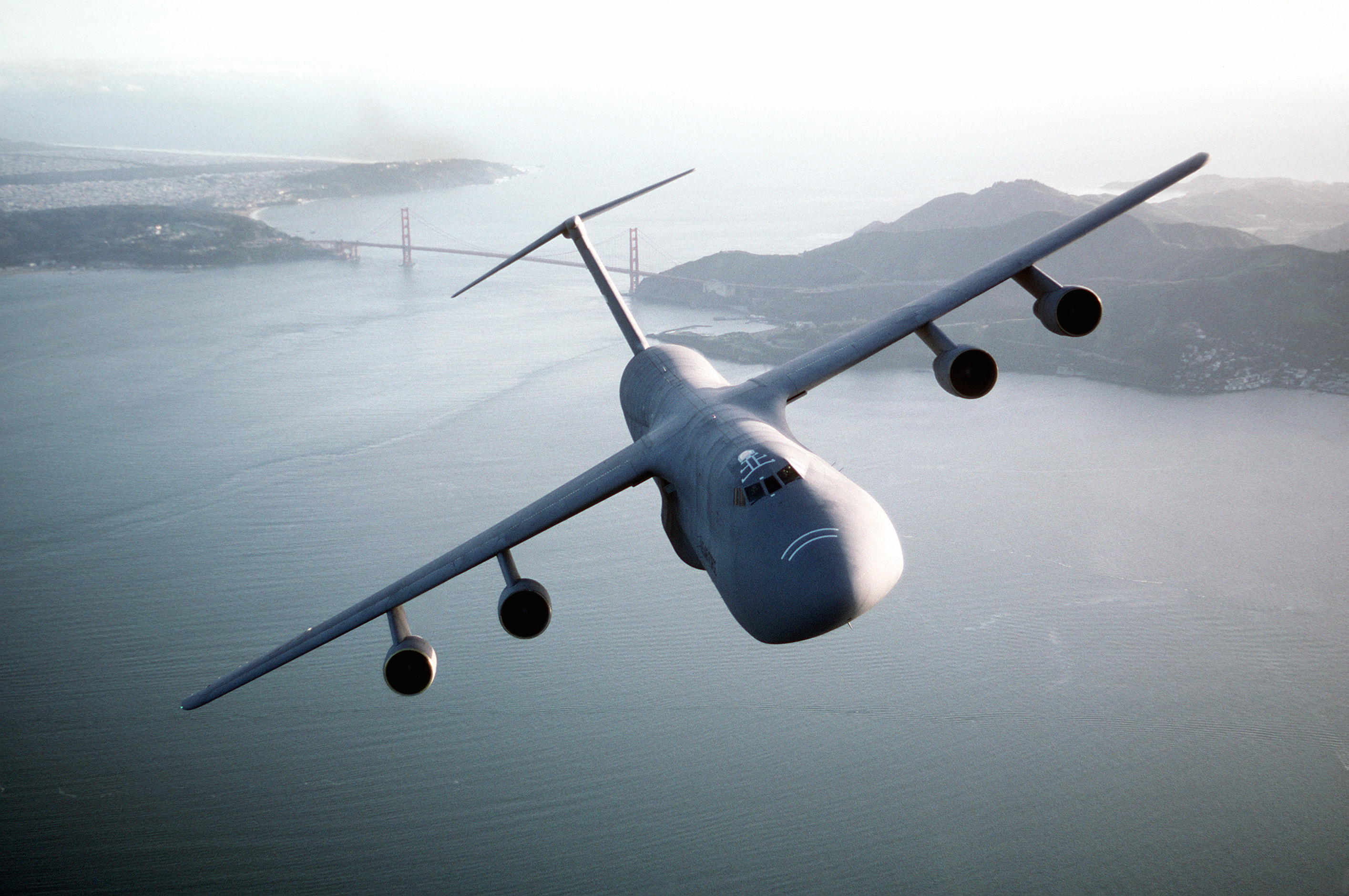
C-5B Galaxy

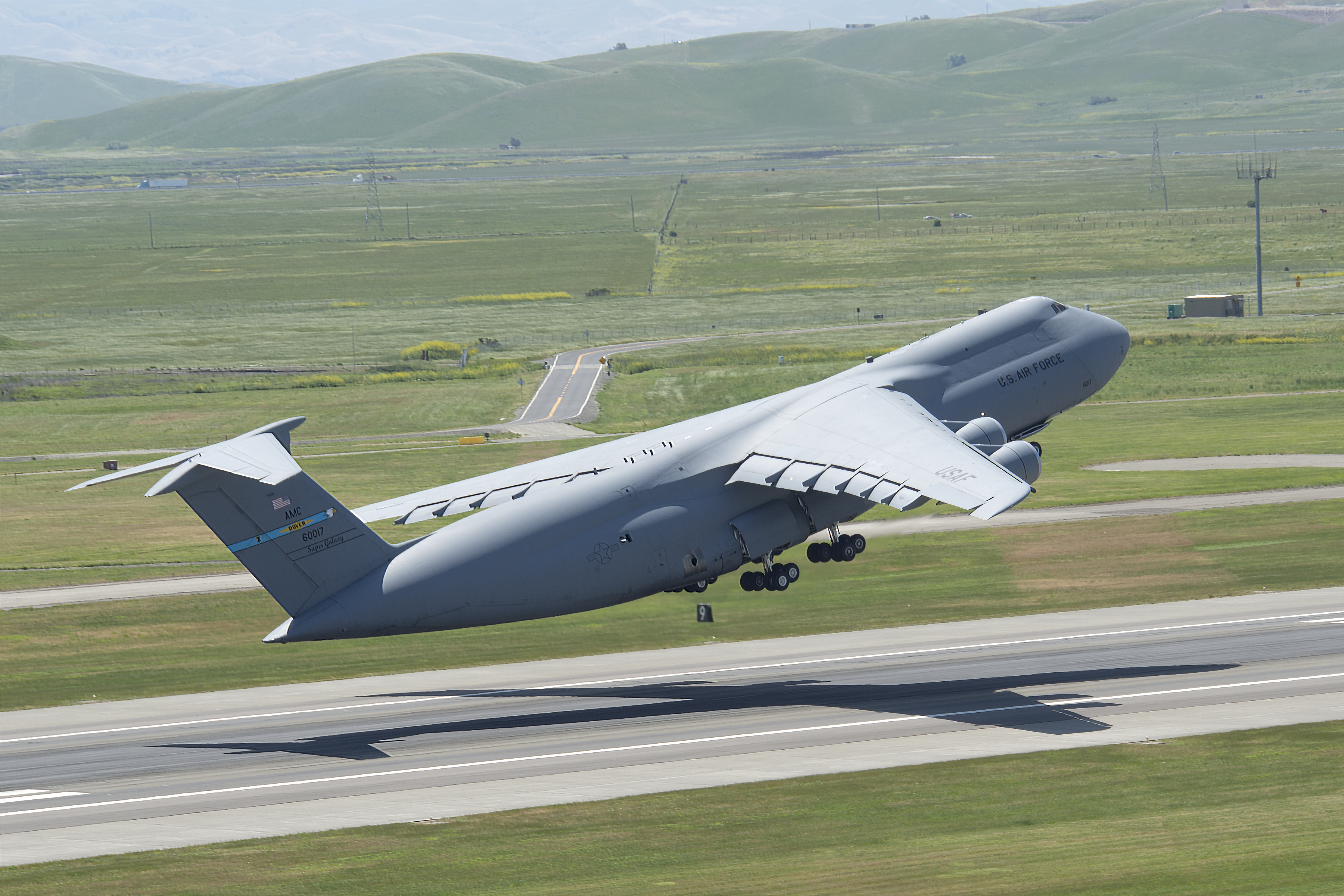
C-5 Galaxy při vzletu

Původní verze C-5, dodáno bylo 81 kusů, u 77 z nich bylo nutné v letech 1980-87 vyměnit křídla (viz výše).
C-5B
C-5B je vylepšenou verzí C-5A. Vedle všech vylepšení, kterých se během výroby dočkala C-5A (včetně zesílených křídel), dostala C-5B modernizované motory a novou avioniku. Od roku 1986 do roku 1989 bylo dodáno 50 kusů.
C-5C
C-5C je speciálně upravená varianta pro přepravu nadměrného nákladu. Dvě C-5 (čísla 68-0213 a 68-0216) byly upraveny tak, aby měly větší vnitřní nákladní kapacitu (například pro přepravu satelitů NASA). Hlavní změny spočívaly v odstranění zadního patra pro cestující, instalaci nových nákladových vrat s dělením uprostřed a nové zadní přepážce, která byla umístěna více vzadu. Obě C-5C jsou umístěny na Travis Air Force Base v Kalifornii. V lednu 2007 byla u 68-0216 modernizována avionika.
C-5M Super Galaxy
Jedná se o modernizovaná již vyrobená letadla verzí C-5B, C-5C a některých C-5A. Modernizace spočívala v osazení nové avioniky a nových výkonnějších dvouproudových motorů General Electric F138-GE-100, čímž se zvýšilo užitečné zatížení, zlepšila se stoupavost a dolet. Také se zrychlil start a tím se i zkrátila minimální délka vzletová dráhy. První modernizace na C-5M byla dokončena dne 16. května 2006 a tato modernizovaná Galaxy poprvé vzlétla dne 19. června 2006.
L-500
Nerealizovaná civilní varianta letounu.

## Zajímavosti
V sedmdesátých letech bylo o C-5 uvažováno jako o možném transportním letadlu pro raketoplány. Zatímco v Sovětském svazu byl pro transport materiálu souvisejícího s vesmírným programem (kosmoplán Buran a části nosných raket Eněrgija nebo Proton) upraven transportní letoun Antonov An-124 (vznikl tak Antonov An-225 Mrija), v USA byl pro stejné účely nakonec přestavěn Boeing 747.
C-5 Galaxy používá americké vojenské letectvo nejen k přepravě vojenského nebo humanitárního materiálu do krizových oblastí, ale také pro přepravu techniky při zahraničních cestách amerického prezidenta. Do C-5 Galaxy se vejde i prezidentský vrtulník Marine One.

## Nehody

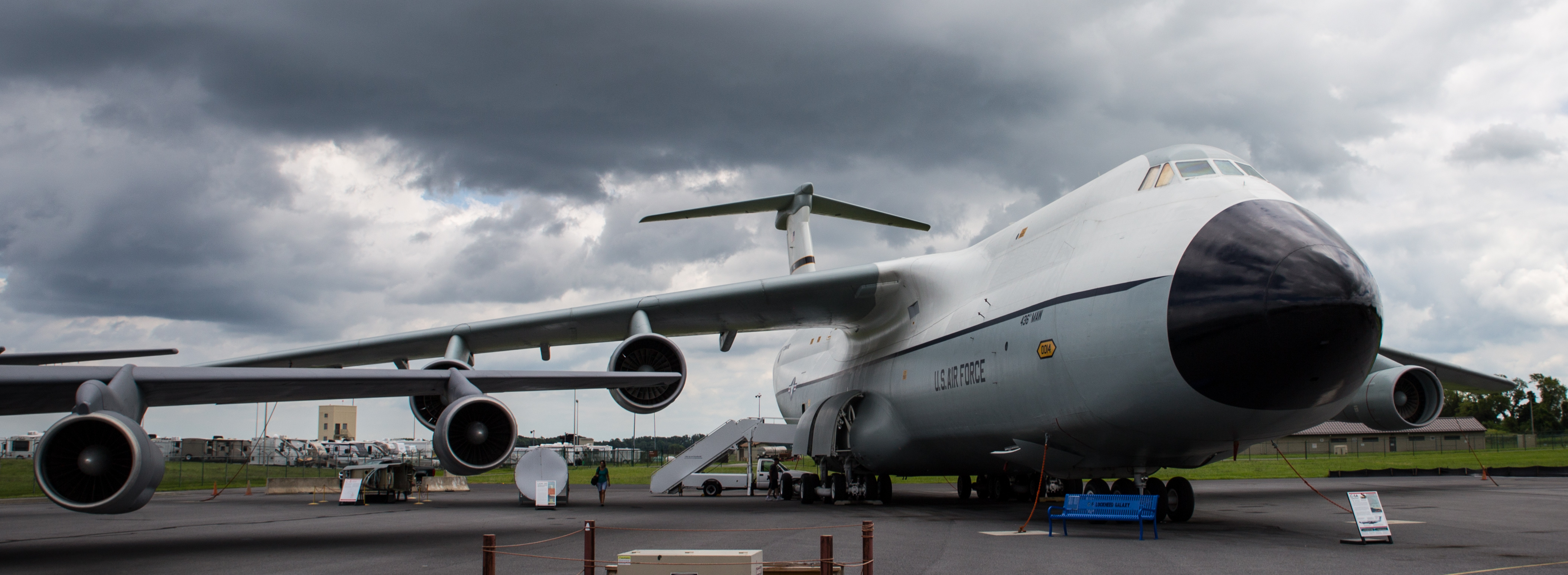
C-5A (sériové číslo 69-0014) vystavený v Air Mobility Command Museum

Devět letounů C-5 Galaxy bylo zničeno nebo vážně poškozeno při haváriích. Dva z nich byly opraveny a vráceny do provozu.

## Muzejní exponáty
- C-5A (sériové číslo 69-0014) – První letoun C-5 předaný do muzea získalo v roce 2013 Air Mobility Command Museum na základně Dover Air Force Base.[3]

## Specifikace (C-5B)

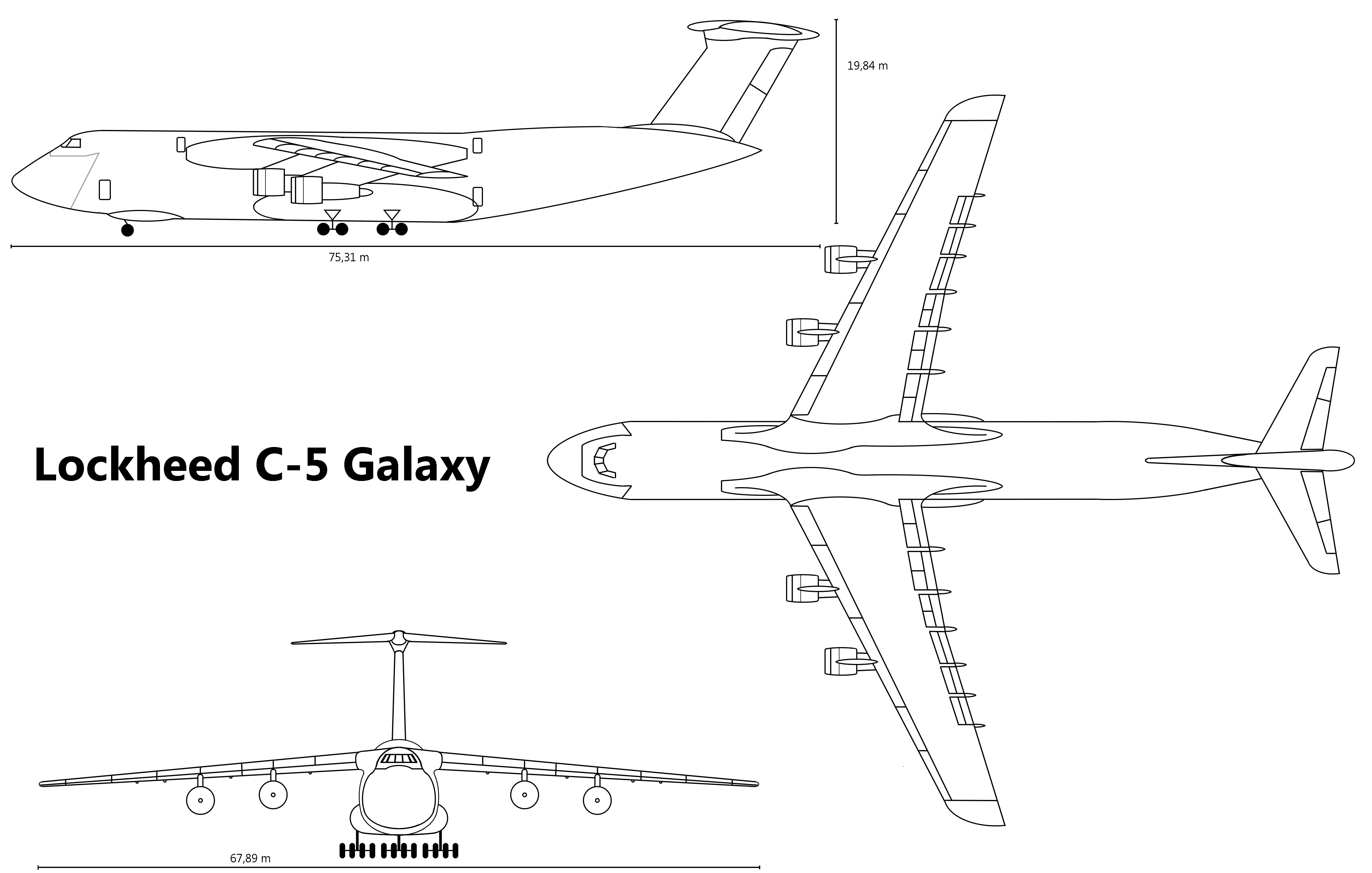
Třípohledový nákres C-5

### Technické údaje
- Posádka: [4][5]
  - 7 typická posádka (velitel letounu/pilot, druhý pilot, dva letoví technici, tři správci nákladu)
  - 4 minimální posádka (velitel letounu/pilot, druhý pilot, dva letoví technici)
- Délka: 75,3 m
- Výška: 19,84 m
- Rozpětí: 67,89 m
- Plocha křídel: 580 m²
- Kapacita: 122 470 kg nákladu (610 kg / m²) nebo 345 vojáků
- Hmotnost prázdného stroje: 172 370 kg
- Vzletová hmotnost: 348 800 kg
- Maximální vzletová hmotnost: 381 000 kg
- Nákladový prostor:
  - výška: 4,1 m
  - šířka: 5,76 m
  - Přístup přední rampou po vyklopení přídě vzhůru, nebo zadní rampou, kde jsou do stran odklápěná vrata
- Pohonné jednotky:
  - 4× dvouproudový motor General Electric TF39-GE-1C, každý s tahem 190 kN, nebo
  - C-5M: 4× dvouproudový motor General Electric F138-GE-100, každý s tahem 223 kN

### Výkony
- Maximální rychlost: 932 km/h
- Cestovní rychlost: 919 km/h
- Dolet: 9 560 km
  - s nákladem 119 400 kg: 4 440 km
- Dostup: 10 895 m
- Maximální stoupavost: 9,1 m/s
- Délka dráhy pro vzlet: 2 600 m
- Délka dráhy pro přistání: 1 100 m

## Galerie

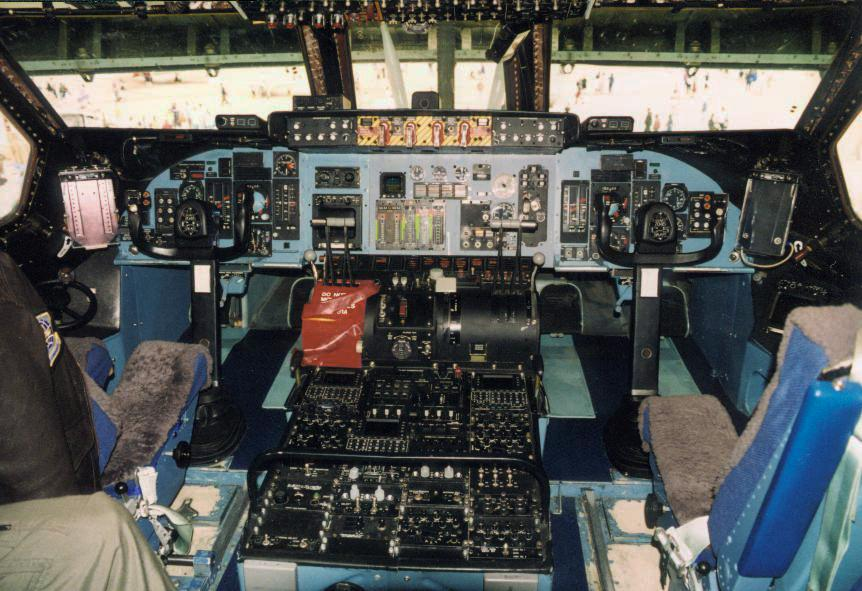
Kokpit verze C-5A Galaxy
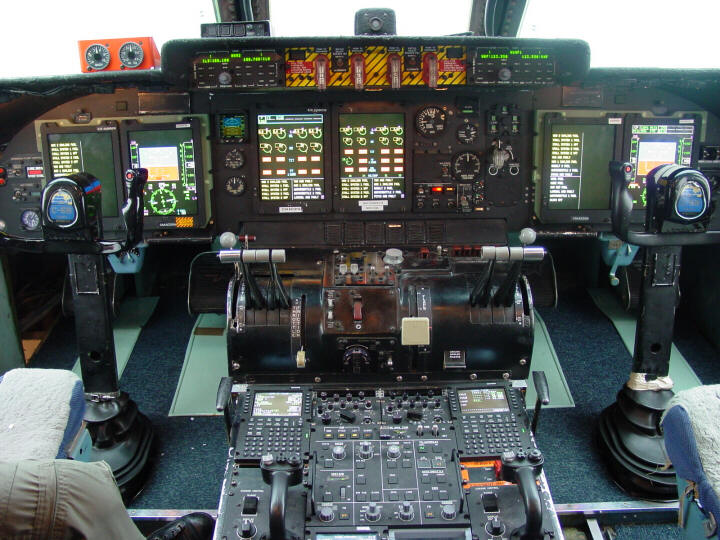
Kokpit modernizované verze C-5M Super Galaxy
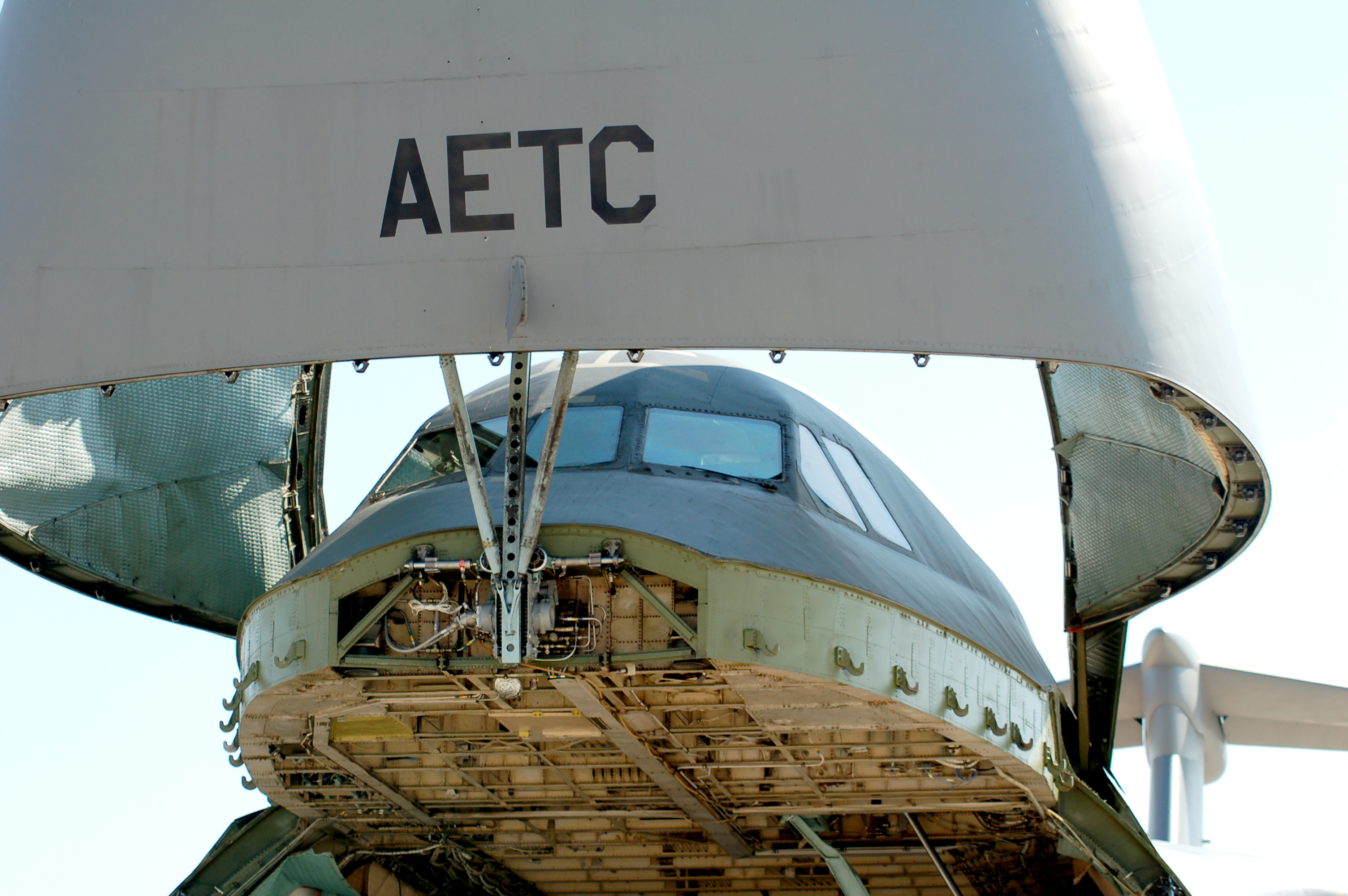
Detail výklopné přídě
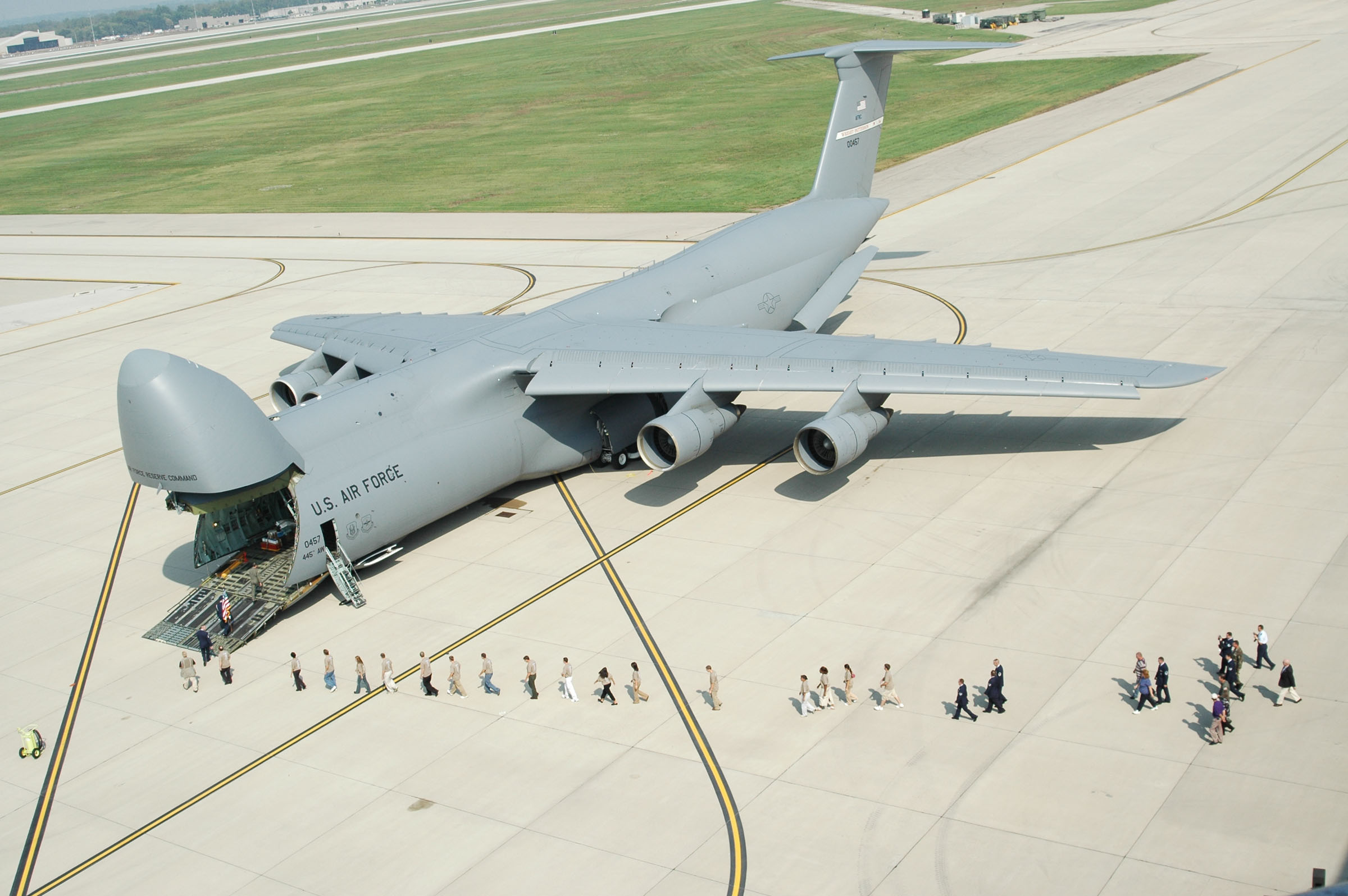
Nástup pasažérů do letadla na Wrightových–Pattersonově základně
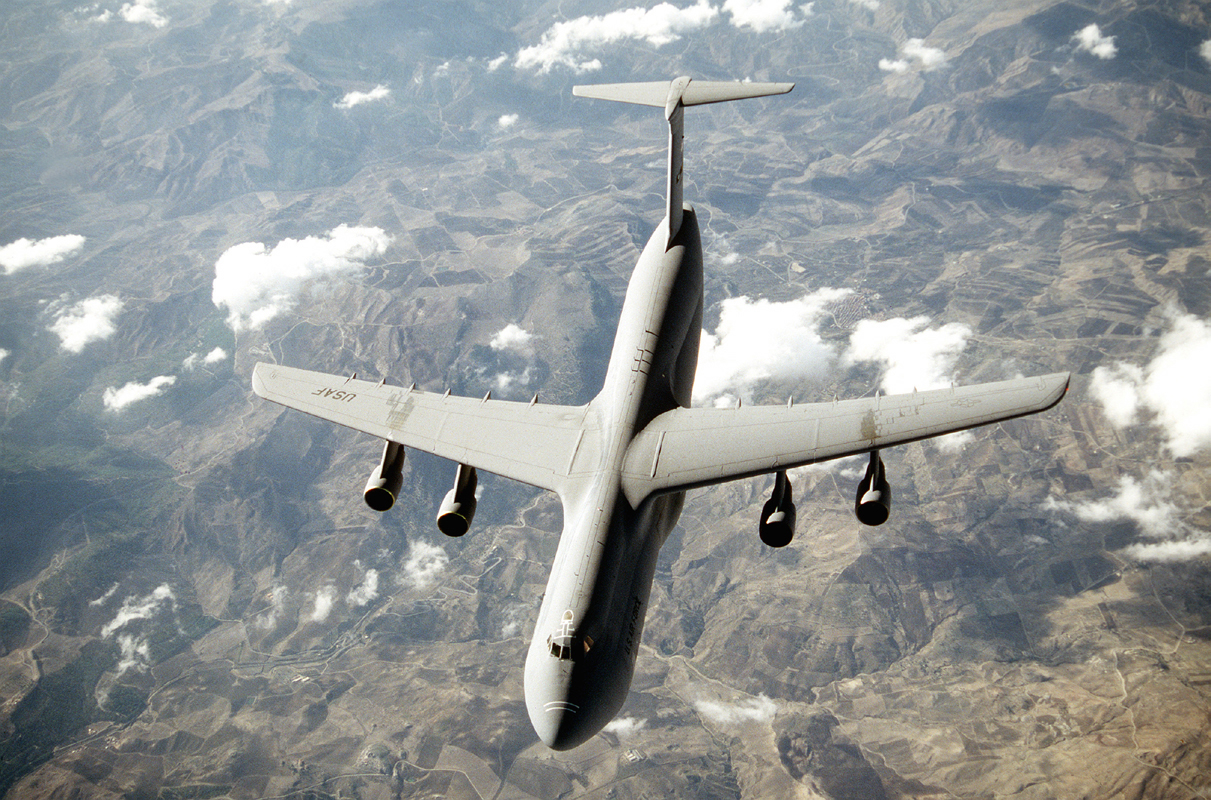
C-5 Galaxy za letu
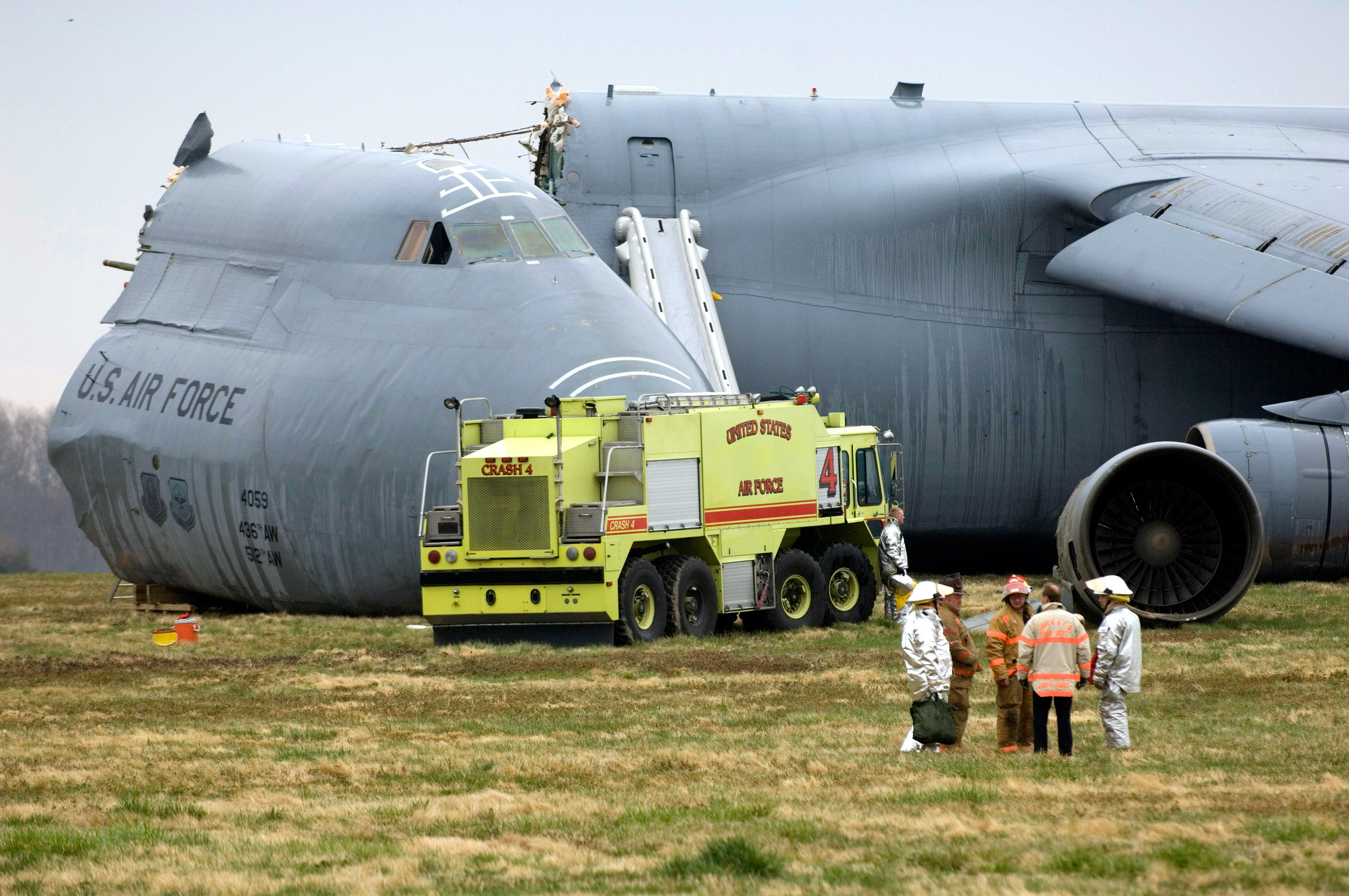
Havárie letounu 3. dubna 2006 při vzletu z Doverské základny
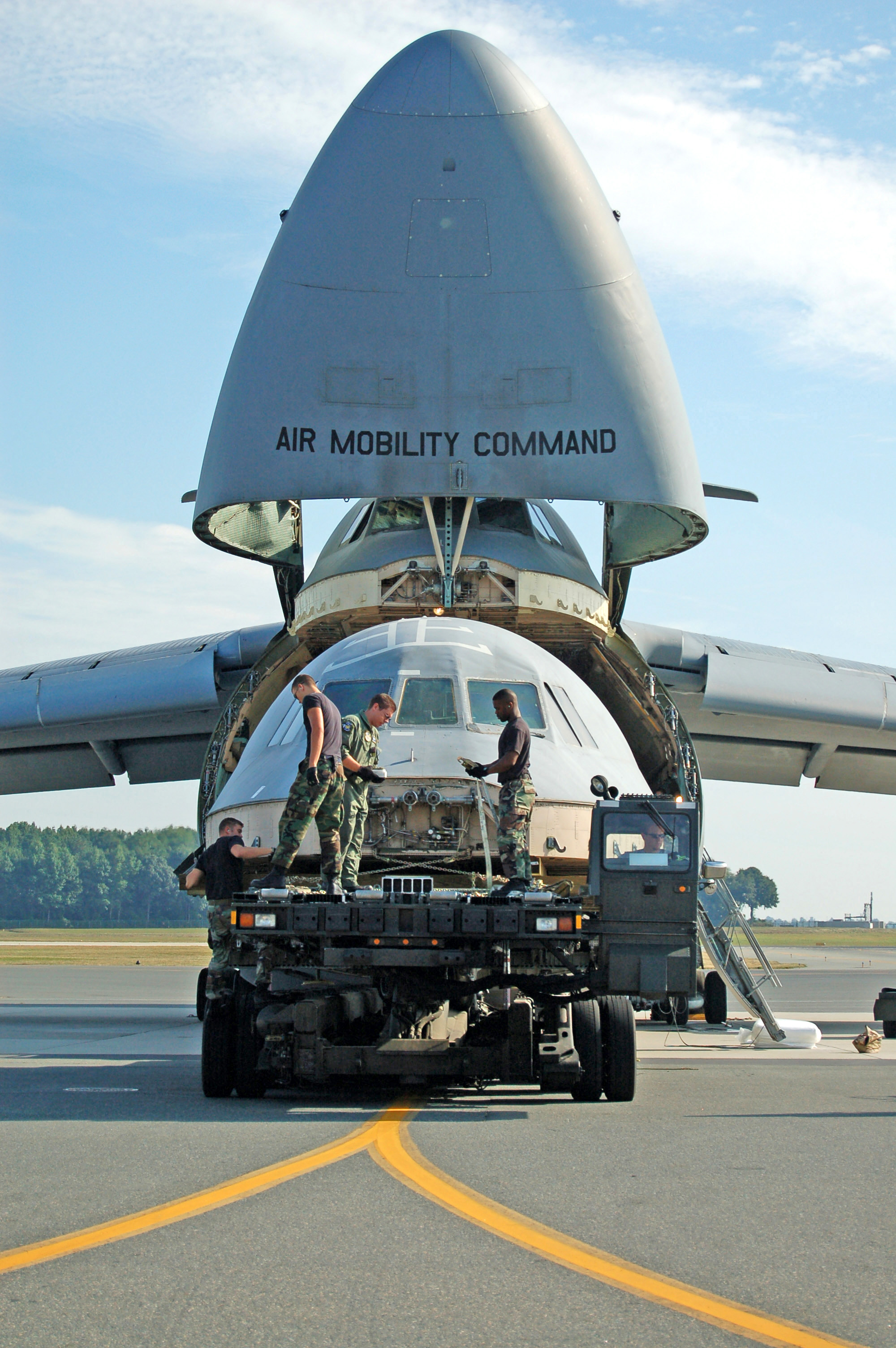
Nakládání části havarovaného letounu z Doveru přední rampou do jiného C-5
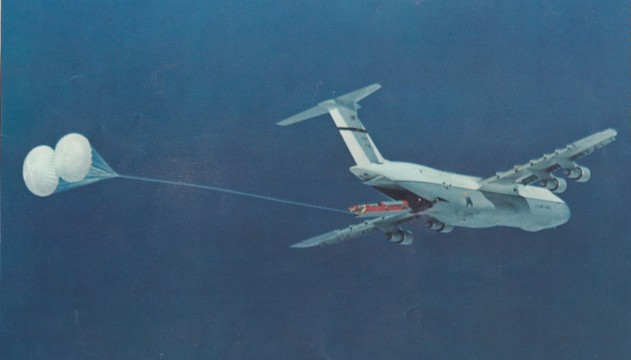
Air Mobile Feasibility test: Dne 24. října 1974 transportní letoun C-5 nad Tichým oceánem úspěšně vypustil mezikontinentální balistickou raketu Minuteman I/B
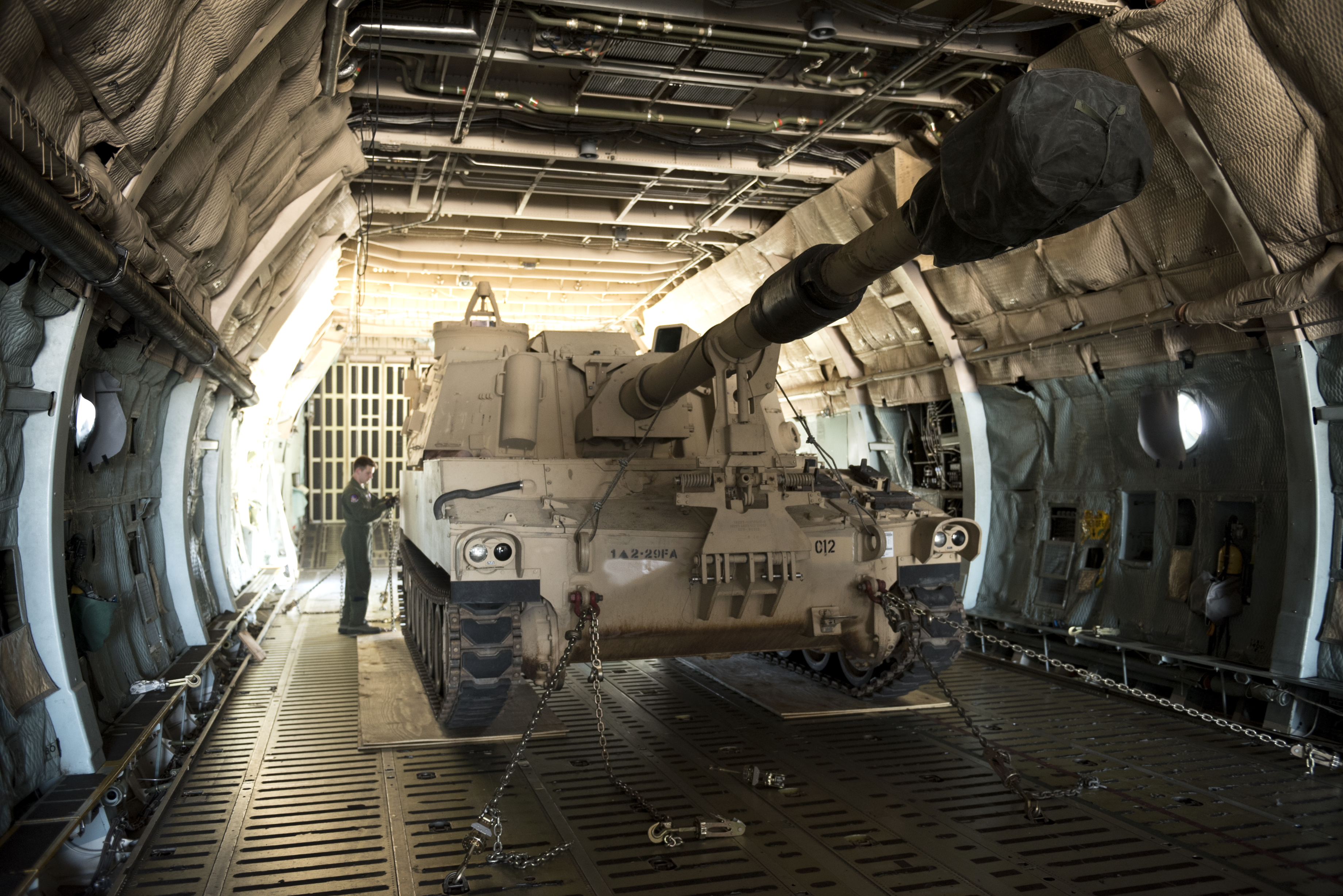
Houfnice M109A6 Paladin naložená do letounu C-5
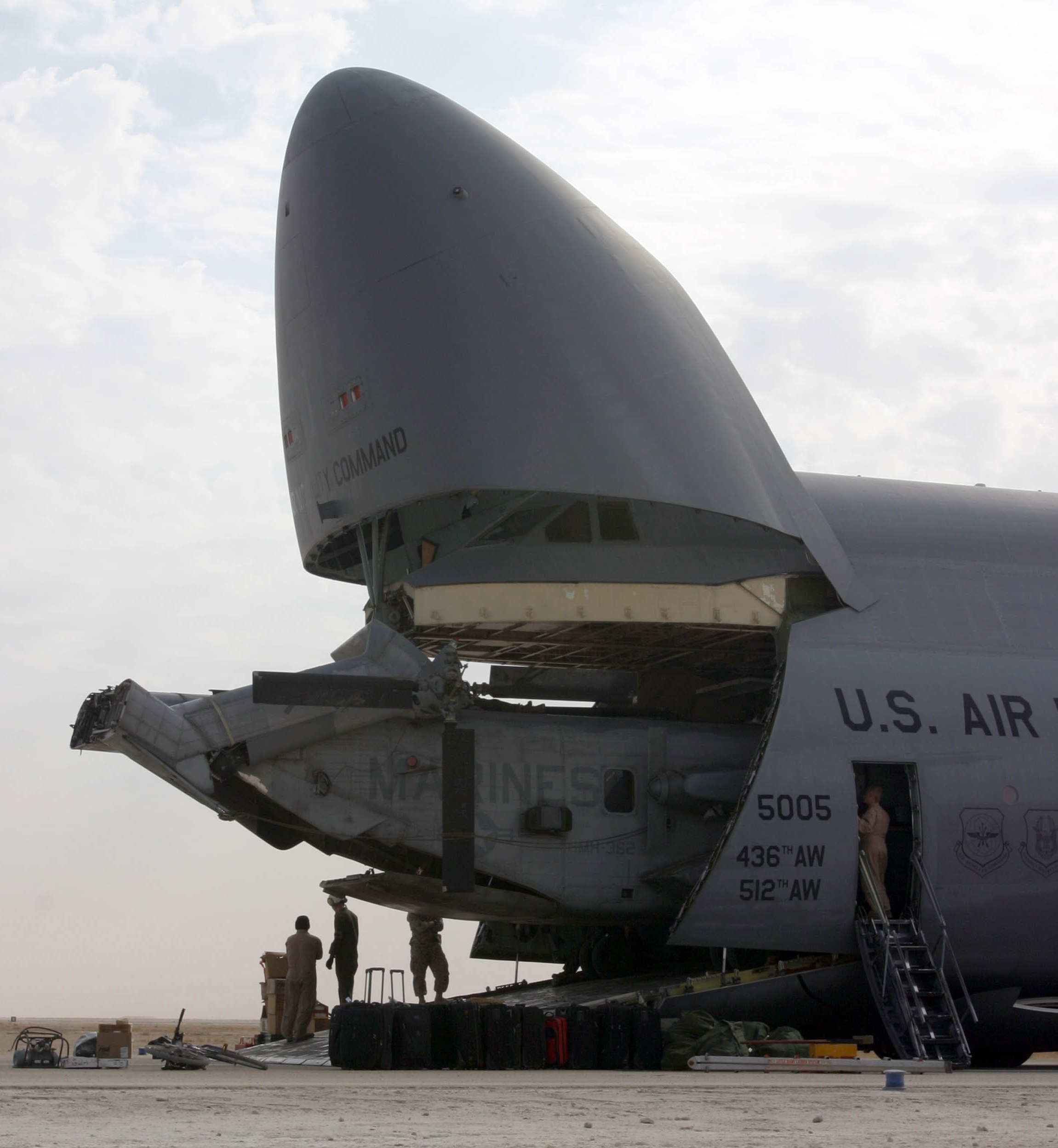
Nakládání vrtulníku Sikorsky CH-53E na základně v Iráku
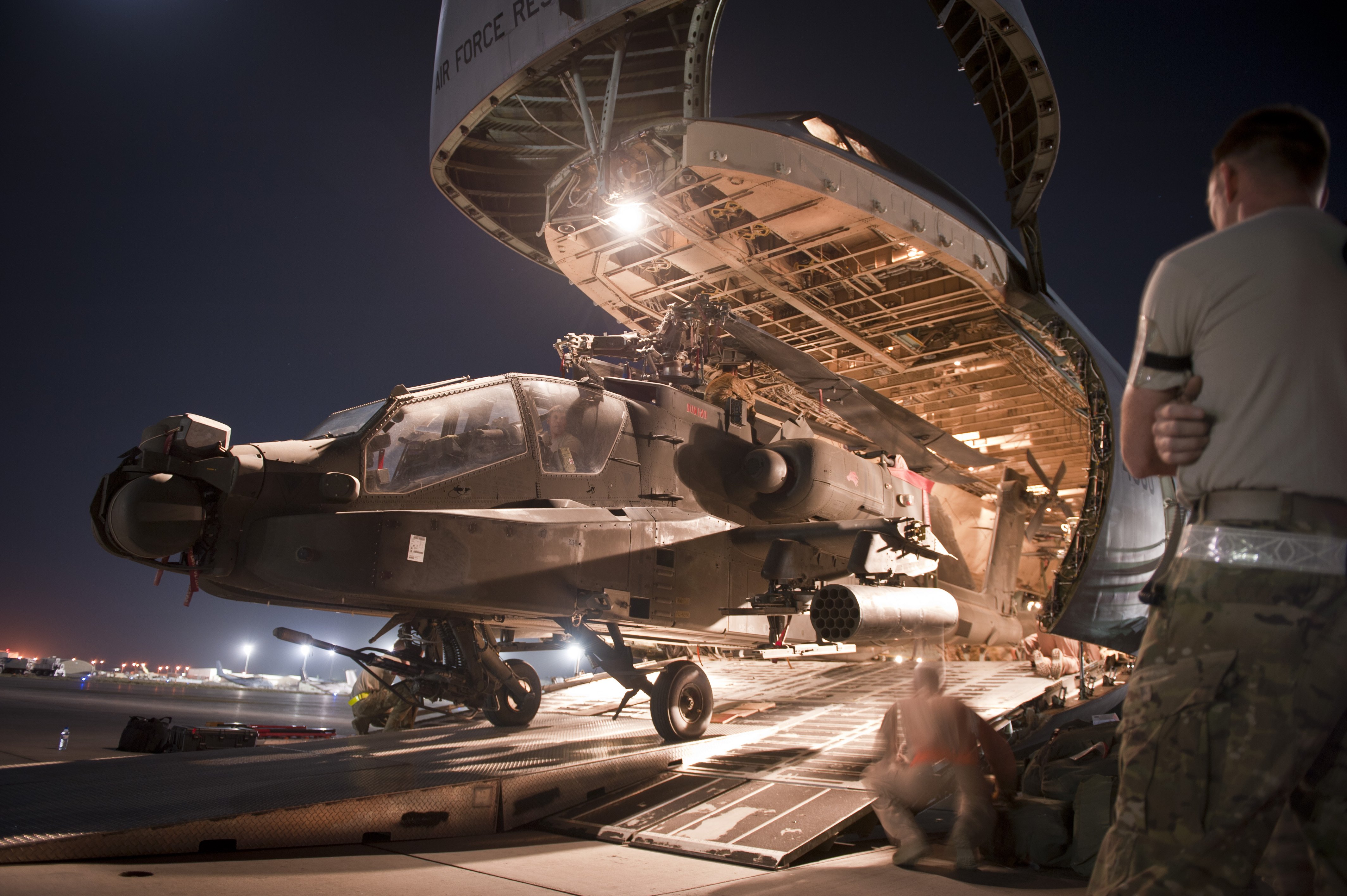
Nakládání bitevního vrtulníku AH-64 Apache do letounu C-5B Galaxy na letecké základně Bagrám v Afghánistánu v roce 2012
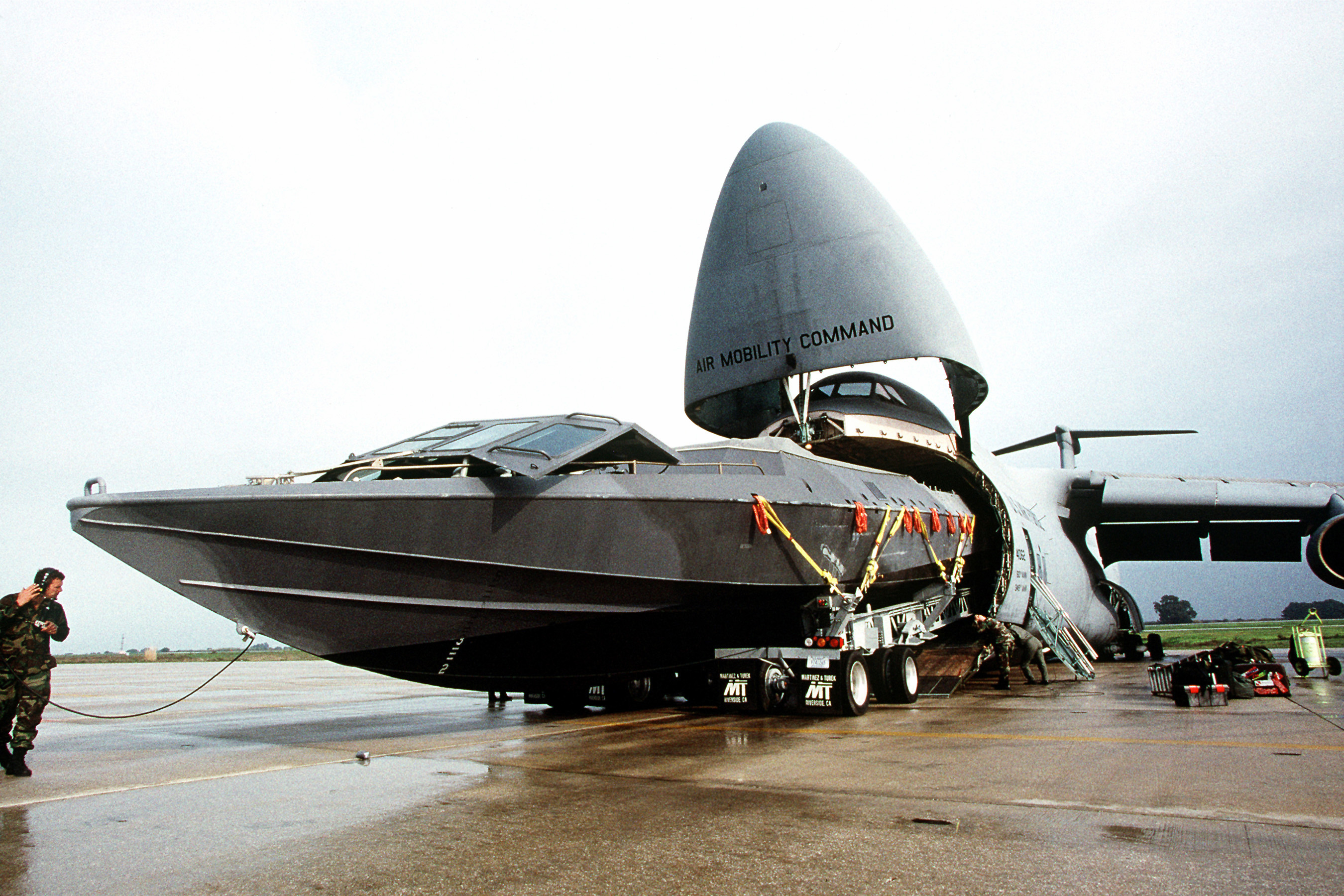
Hlídkový člun Mark V Special Operations Craft je nakládán do transportního letounu C-5 Galaxy
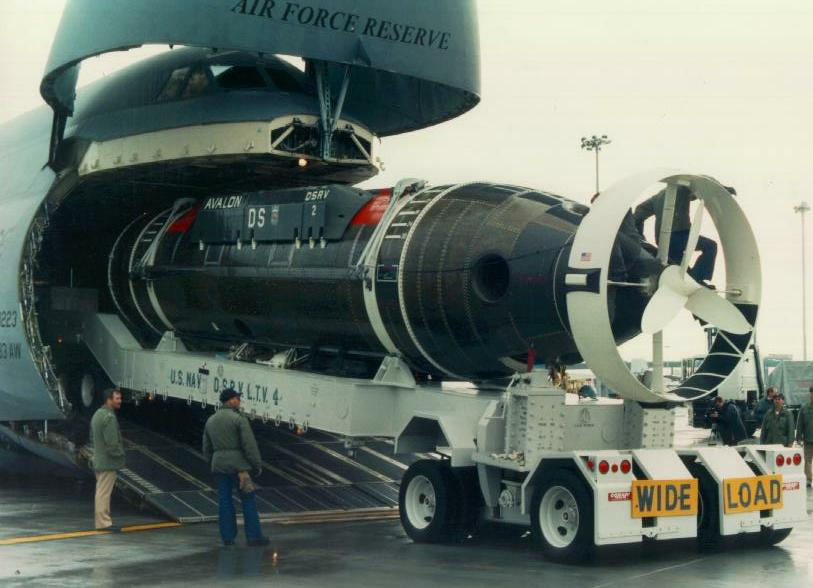
Nakládání hlubokomořského záchranného plavidla DSRV-2 Avalon
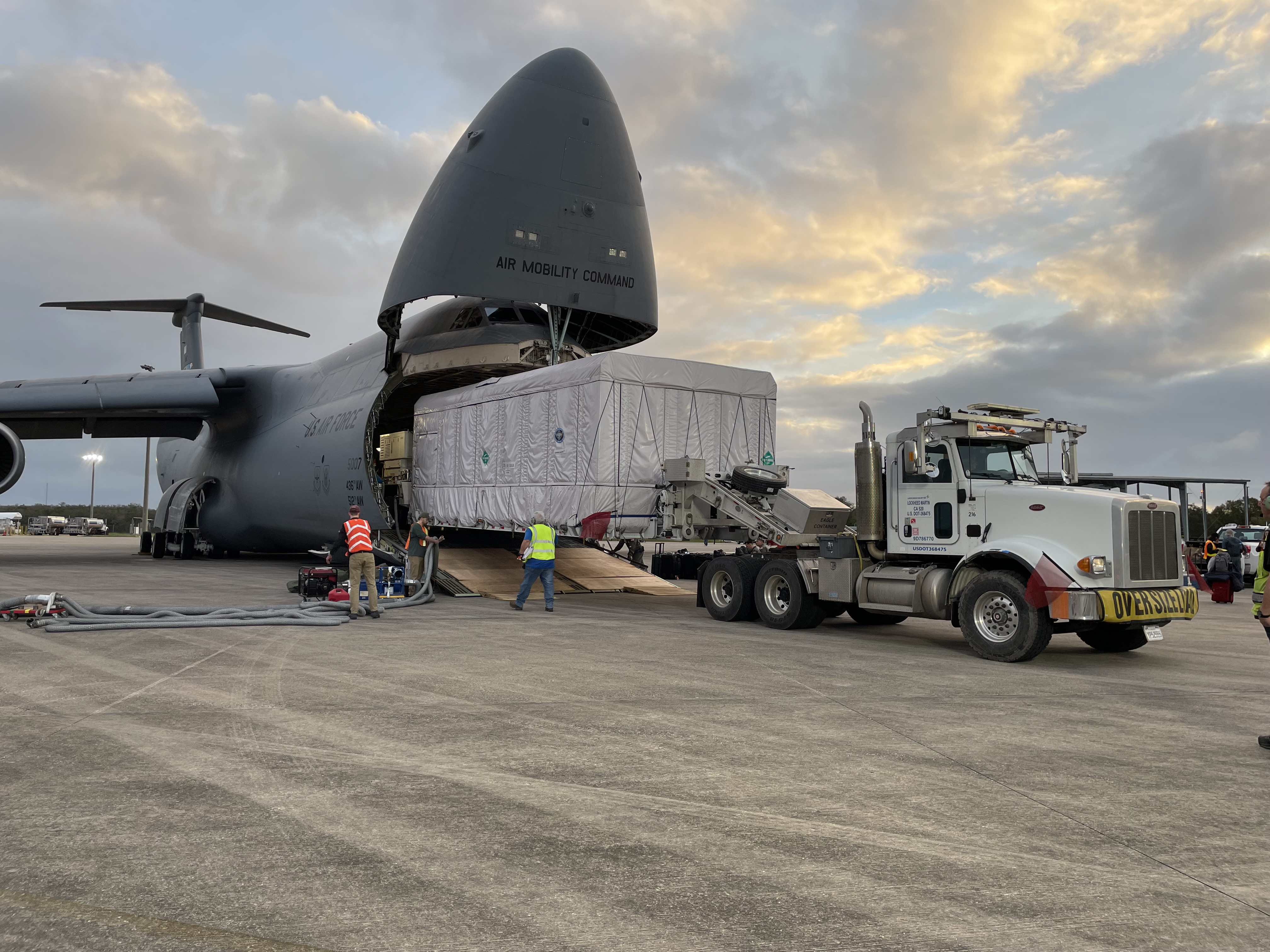
Vykládka satelitu GOES-U z letounu C-5M Super Galaxy v roce 2024
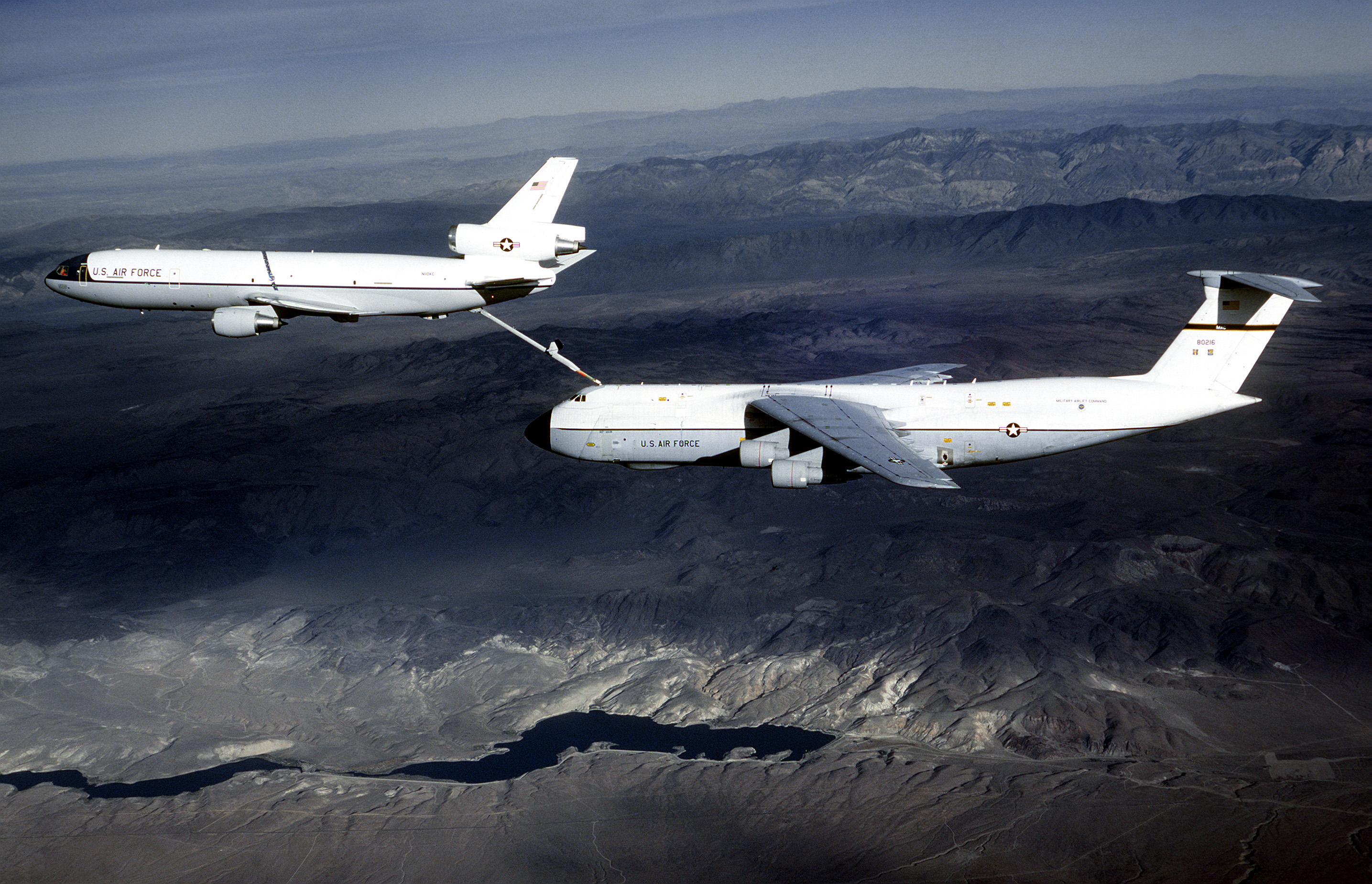
C-5A Galaxy při doplňování paliva z tankovacího letounu KC-10 Extender